# Hans Fischer (illustrateur)
Pour les articles homonymes, voir Fischer (nom de famille).
Hans Fischer, dit Fis, né à Berne le 6 janvier 1909 et mort à Interlaken le 19 avril 1958, est un peintre, illustrateur, muraliste et auteur suisse. Il est particulièrement connu pour avoir écrit et illustré le livre pour enfants Pitschi.

## Biographie
Originaire de Guttanen dans le canton de Berne, Hans Fischer est fils d’instituteur. Il étudie à l’École des Beaux-Arts industriels de Genève et à la Kunstgewerbeschule de Zurich entre 1928 et 1930, avant de travailler comme dessinateur publicitaire à Paris, de 1931 à 1932. Il suit des cours à l’Académie Fernand Léger. En 1933, il épouse Bianca Wassmuth avec laquelle il a 3 enfants.
Il conçoit des décors de ballet et pour le Cabaret Cornichon de Zurich, théâtre qui s’est illustré pour ses prises de position antifascistes et antinazis, ainsi que pour sa critique de la politique menée par la Suisse au cours de la Seconde Guerre mondiale,.
Hans Fischer est également muraliste. Jusqu’en 1955, il réalise 22 œuvres murales. Il dessine sa première, Fische im Netz, dans le parc zoologique Dählhölzli de Berne. Subissant des actes de vandalisme, son œuvre murale sur la façade de l’école Schulhaus Pünt à Uster est recouverte de panneaux en bois en 1986 et, plus tard, par des dessins inspirés par l’univers de Disney. En 2013, les panneaux sont retirés et l’œuvre est restaurée par Ludmilla Labin et son équipe. 
À partir de 1944, il se consacre principalement à l’illustration de livres. Son œuvre s’inspire beaucoup du monde animalier ainsi que des univers du merveilleux et de la fable,. Il illustre des textes de Brentano, des frères Grimm, de La Fontaine, de Kipling et de Tolstoï, y compris les Musiciens de la ville de Brême (1944) des frères Grimm, des Fables de La Fontaine (1946-1949) et le conte Gockel, Hinkel und Gackeleia (1944) de Brentano.
Il illustre aussi plusieurs œuvres dont il est l’auteur. En 1944 paraît Pitschi. Ce classique de la littérature enfantine suisse explore la quête d’identité d’un chaton.
Hans Fischer participe à la 26e Biennale di Venezia en 1952. En 1954, il reçoit le premier prix à la Mostra di Bianco e Nero à Lugano. En 1955, il est lauréat du Prix de graphisme de la Bienal de São Paulo.
Il meurt des suites d’un infarctus à l’âge de 49 ans. Il vit alors avec sa famille à Zurich.
En 2018, le Musée national suisse à Zurich met à l’honneur des classiques helvétiques de la littérature illustrée pour enfants, parmi lesquels le chat Pitschi de Hans Fischer ainsi que Joggeli et Globi.

## Adaptations
Les aventures de Pitschi sont traduites dans de nombreuses langues. En français, le nom est orthographié Pitchi dans la première édition et Pitschi dans des versions plus récentes.
En 2014, une pièce de théâtre pour enfants Pitschi. The Kitten with Dreams est créée au Royaume-Uni par la compagnie Fideri Fidera. Elle est interprétée par Natasha Granger. Cette œuvre a notamment été jouée aux éditions 2014 et 2015 de l’Edinburgh Fringe,, ainsi qu’au théâtre The Dukes de Lancaster en 2016.

## Prix
- 1949 – Bourse fédérale des beaux-arts
- 1954 – Premier prix à la Mostra di Bianco e Nero à Lugano
- 1955 – Prix de graphisme à la Bienal de São Paulo